# Мурсвил (Алабама)
Мурсвил (енгл. Mooresville) град је у америчкој савезној држави Алабама. По попису становништва из 2010. у њему је живело 53 становника.

## Демографија
Према попису становништва из 2010. у граду је живело 53 становника, што је 6 (10,2%) становника мање него 2000. године.
| Група             | 2000.      | 2010.      |
| Белци             | 52 (88,1%) | 50 (94,3%) |
| Афроамериканци    | 7 (11,9%)  | 3 (5,7%)   |
| Азијати           | 0 (0,0%)   | 0 (0,0%)   |
| Хиспаноамериканци | 0 (0,0%)   | 0 (0,0%)   |
| Укупно            | 59         | 53         |